# NGC 1694
NGC 1694 ist eine Spiralgalaxie vom Hubble-Typ Sc im Sternbild Eridanus am Südsternhimmel. Sie ist schätzungsweise 171 Millionen Lichtjahre von der Milchstraße entfernt und hat einen Durchmesser von etwa 60.000 Lichtjahren. 

Im selben Himmelsareal befinden sich unter anderem die Galaxien NGC 1699, NGC 1700, IC 2102.
Das Objekt wurde am 9. Januar 1880 von dem französischen Astronomen Édouard Stephan entdeckt.